# Geno Machado
Genoveva del Carmen Machado Hernández (Las Palmas de Gran Canària, 12 de maig de 1982), més coneguda com a Geno Machado, és una cantant, compositora i actriu espanyola, també coneguda per haver participat en la primera edició d'Operación Triunfo, haver participat en musicals i format part del grup Fórmula Abierta abans d'iniciar la seva carrera en solitari. També és la directora d'un centre d'entrenament vocal.
Des de petita tenia decidit que es volia dedicar a la música, ja que prové d'una llarga família d'artistes de Las Palmas. El seu pare (ja mort) i el seu germà gran són guitarristes, mentre que la seva mare, la seva àvia i els seus oncles són cantants.
L'oportunitat li va arribar el 2001 amb la  primera edició d'Operación Triunfo a TVE. Després de ser la primera expulsada de l'Acadèmia, va continuar participant en els discos que aquest programa llançava al mercat. Va acompanyar Rosa López al Festival de la Cançó d'Eurovisió 2002, sent part del cor i del grup de ball, al costat d'altres quatre companys en el tema "Europe's living a celebration" amb el qual Espanya va quedar en setena posició. Aquest mateix any, també va protagonitzar diversos anuncis de televisió amb els seus companys d'acadèmia. Va aparèixer regularment en el programa Triunfomanía a TVE que seguia la vida dels concursants després del programa, va realitzar la multitudinària gira per tot el país al costat dels seus companys i també va aparèixer en el film distribuït per Filmax, OT: la película.
El 2002 va entrar a formar part del grup Fórmula Abierta, fins a finals de 2004. El 2005 va començar una carrera en solitari, amb un maxi senzill produït per Kike Santander. Aquest mateix any es va estrenar en la televisió com a col·laboradora. També va començar a presentar gales i esdeveniments.
El 2006 va continuar participant com a col·laboradora en programes de televisió i es va estrenar com a presentadora de televisió en el programa Plaza Mayor d'Onda 6 (posterior La10 i MetropolitanTV del Grup Vocento). En aquesta època va començar a preparar el que seria el seu primer àlbum en solitari. El 2008 va treballar en el programa de les tardes Está pasando de Telecinco com a comentarista d'Operación Triunfo 2008.
El 2010 va llançar el seu primer disc en solitari, A golpes de amor. El seu primer senzill, de títol homònim, és un duo amb el cantant Raúl. El 16 de gener de 2011 va entrar de nou a l'Acadèmia d'Operación Triunfo com a concursant de l'edició de 2011 a Telecinco. Durant el mateix va ser expulsada en l'última gala, sense arribar a la final.
Des de 2012, paral·lelament a la seva carrera, es va dedicar a la formació integral d'artistes en el centre Aula Artist Coaching, a San Pedro Alcántara, localitat on resideix i d'on és el seu marit. El setembre de 2017 llança el senzill «Tu amor es cosa mía».